# Palazzo de Gemmis
Il Palazzo de Gemmis è il palazzo baronale del borgo di Terlizzi, nella Città metropolitana di Bari in Puglia. È un noto edificio dell'architettura civile pugliese.

## Storia
Il palazzo fu commissionato dal barone di Castel Foce Tommaso de Gemmis (1700-1761), capostipite della casata, governatore del feudo del principe Grimaldi nella prima metà del XVIII secolo. Il progetto dell'architetto Luigi Vanvitelli si sviluppò sul giardino e sull'area di vecchi casamenti del nobile Giuseppe Ignazio Amorosini-Brigazza, sull'arteria centrale del borgo. 
Fu ultimato da Ferrante de Gemmis Maddalena, un filosofo illuminsta, che commissionò diversi affreschi negli interni e ampliò la biblioteca di famiglia. Il palazzo fu sede di feste e luogo d'incontro dell'aristocrazia partenopea.
Tutt'oggi è ancora sede della famiglia De Gemmis.

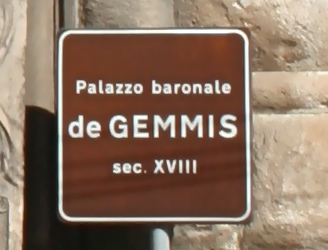

## Descrizione
Il palazzo è noto tra gli edifici nobiliari dell'architettura pugliese. Presenta pianta rettangolare con un cortile interno. La facciata, in bugnato, si affaccia al corso principale e alla chiesa di Santa Maria La Nova, che fu eretta a pantheon del Palazzo stesso. L'ingresso presenta un portale decorato, con una balconata in pietra sull'architrave, sormontata dallo stemma dei Baroni di Castel Foce.